# Пигмалион (спектакль Малого театра)
«Пигмалион» — спектакль Малого театра по одноименной пьесе Бернарда Шоу, поставленный в 1943 году. В 1957 году на киностудии «Мосфильм» была создана его телевизионная версия.

## История спектакля
Решение Константина Зубова поставить в Малом театре знаменитую пьесу Б. Шоу (в переводе  Н. К. Константиновой), удивило многих: в 1938 году «Пигмалион» ставился в Московском театре сатиры, но успеха не имел. Премьера спектакля, состоявшаяся 12 декабря 1943 года, развеяла все сомнения; «Пигмалион» шёл на сцене много лет и пользовался неизменным зрительским успехом: уже в феврале 1945 года состоялось его сотое представление, а в январе 1949-го — четырёхсотое. В 1948 году была создана радиокомпозиция спектакля с первоначальным составом исполнителей. К 1957 году, когда на киностудии «Мосфильм» создавалась его телевизионная версия, состав исполнителей уже частично обновился: так, вместо умершего в 1956 году К. Зубова профессора Хиггинса играл Михаил Царёв, а Дарью Зеркалову в роли Элизы Дулитл сменила Констанция Роек.

## Сюжет
Три джентльмена за столом ведут беседу. Один из них, полковник Пикеринг, говорит, что совсем недавно он стал участником одной истории, которая напомнила ему древнюю легенду о Пигмалионе. Собеседники просят его рассказать эту историю. Вот она.
Летний вечер, площадь Ковент Гарден в Лондоне. Внезапно хлынувший проливной дождь, захвативший врасплох пешеходов, заставил их укрыться под порталом собора св. Павла. Среди собравшихся случайно оказались профессор фонетики Генри Хиггинс и исследователь индийских наречий полковник Пикеринг, специально приехавший из Индии, чтобы повидаться с профессором. Мужчины начинают оживленный разговор, в который вмешивается бедная девушка-цветочница. Предлагая джентльменам купить букетик, она издает такие немыслимые звуки, что приводит в восторг профессора Хиггинса, занимающегося исправлением речи. Профессор утверждает, что, благодаря его урокам, через три месяца эта грязнуля запросто сможет стать продавщицей в цветочном магазине, куда сейчас её не пустят даже на порог. Наутро Элиза (так зовут девушку) является в дом к профессору и просит заниматься с ней. Хиггинс заключает пари с полковником, что через полгода её примут за герцогиню на светском рауте и с энтузиазмом берётся за дело.
Одержимый идеей во что бы то ни стало сделать из простой уличной девчонки настоящую леди, он абсолютно уверен в успехе и совершенно не задумывается о последствиях своего эксперимента, который коренным образом может изменить не только судьбу Элизы, но и его собственную.
После этого зритель вновь возвращается к кадрам с тремя джентльменами, беседующими за столом, с которых начался фильм. Один из собеседников спрашивает Пикеринга:
А чем же закончилась история вашего Пигмалиона?
На что Пикеринг отвечает:
А как вы думаете, чем же кончилась, а?

## Создатели спектакля
- Режиссёр-постановщик – К. А. Зубов
- Режиссёр — Евгений Велихов
- Художник — В. И. Козлинский
- Композитор — Михаил Чулаки

### Роли исполняли
- Профессор Хиггинс – Константин Зубов (Михаил Царёв в телеверсии)
- Полковник Пиккеринг — Евгений Велихов
- Элиза Дулитл — Дарья Зеркалова (Констанция Роек в телеверсии)
- Миссис Хиггинс — Евдокия Турчанинова
- Мистер Дулитл — Владимир Владиславский
- Миссис Эйнсфорд-Хилл — Наталья Стоянова
- Клара — А. Щепкина (Екатерина Еланская в телеверсии)
- Фредди — М. Садовский (Пров Садовский в телеверсии)

### Создатели телевизионной версии
- Режиссёр — Сергей Алексеев
- Оператор —
- Композитор — Михаил Чулаки